# Cantó de Caumont-l'Éventé
El cantó de Caumont-l'Éventé és un cantó francès del departament de Calvados, situat al districte de Bayeux. Té 14 municipis i el cap es Caumont-l'Éventé.

## Municipis
- Anctoville
- Caumont-l'Éventé
- Cormolain
- Foulognes
- Hottot-les-Bagues
- La Lande-sur-Drôme
- Livry
- Longraye
- Sainte-Honorine-de-Ducy
- Saint-Germain-d'Ectot
- Sallen
- Sept-Vents
- Torteval-Quesnay
- La Vacquerie

## Història
| Data d'elecció                           | Identitat           | Partit                     | Qualitat |
| ---------------------------------------- | ------------------- | -------------------------- | -------- |
| 1949-1955                                | Maurice Marie       | RPF, després divers droite |          |
| 1955-197.                                | M. Baroux           | UNR, després divers droite |          |
| 197.-19..                                | M. Reynouard        | UDF-PR                     |          |
| 19..-1998                                | Jean-Jacques Viart  | UDF                        |          |
| 1998-                                    | Sylvie Lenourrichel | Divers droite              |          |
| les dades anteriors no són pas conegudes |                     |                            |          |
|                                          |                     |                            |          |

## Demografia
| A partir de 1990: Població sense dobles comptes |